# Брух, Вальтер
Ва́льтер Брух (нем. Walter Bruch; 2 марта 1908, Нойштадт-ан-дер-Вайнштрасе — 5 мая 1990, Ганновер) — немецкий электротехник и пионер немецкого телевидения. Он разработал систему аналогового цветного телевидения PAL.
После учёбы электротехники в ВУЗе города Митвайда и Берлинском университете работал с 1935 инженером в фирме Telefunken в Берлине. Уже в 1930-х годах принимал участие в разработке телевидения.
Как начальник отдела разработок занимался системой PAL, которая в 1963 году получила патент и была введена в 1966 в ФРГ.

## Награждения
- 1975 — кольцо Вернера фон Сименса
- 1981 — Кольцо Почёта Эдуарда Рейна
- 1982 — Приз Нижней Саксонии по наукам
- 1985 — Премия Эдуарда Рейна